# دریاچه تاآتسین تساگان
دریاچه تاآتسین تساگان (به لاتین: Taatsiin Tsagaan Lake) یک دریاچه در مغولستان است که در استان اوورخانگای واقع شده‌است.